# Serdika (metropolitana di Sofia)
Serdika è una stazione delle linee M1 e M4 della metropolitana di Sofia. È un'importante stazione di scambio e permette l'accesso a quella di Serdika II della linea M2.
La stazione venne inaugurata il 31 ottobre 2000. Con l'apertura di Serdika II, il 31 agosto 2012, la stazione è diventata un punto di interscambio tra la M1 e la M2.